# Robert Kilwardby
Robert Kilwardby (vers 1215 – 11 septembre 1279) est un archevêque de Cantorbéry en Angleterre, cardinal, philosophe et théologien dominicain.

## Biographie
Il étudie à l'université de Paris, où il devient rapidement célèbre en tant que professeur de grammaire et de logique. Il rejoint ensuite l'ordre dominicain et dirige son attention vers la théologie, et devient régent à l'université d'Oxford avant 1261. Il est choisi prieur de son ordre en Angleterre en 1261 et en octobre 1272 le pape Grégoire X met fin à un différend sur l'archevêché de Cantorbéry alors vacant en désignant Kilwardby. Il est pourvu à l'archevêché, le 11 octobre 1272 et consacré le 26 février 1273.
Bien que nouvel archevêque du roi Édouard Ier d'Angleterre et de son épouse Éléonore en août 1274, il prend peu part aux affaires d'État, mais est énergique dans l'accomplissement des devoirs spirituels de son poste. Il est charitable envers les pauvres, et montre de la tolérance envers les dominicains.
En 1278, le pape Nicolas III le fait cardinal-évêque de Porto et Santa Rufina, il démissionne de son archevêché et quitte l'Angleterre, emportant avec lui les registres et autres livres et documents appartenant au siège de Cantorbéry. Il quitte l'évêché, encore une fois criblé de dettes, après que son prédécesseur ait effacé la dette. Il meurt en Italie l'année suivante. En théorie, il s'agissait d'une promotion, bien que ce ne soit sans doute pas le cas ; en effet, le pape désapprouvait le soutien de Kilwardy aux efforts pour résister au paiement des revenus du pape et avec le manque d'effort vers les réformes exigées par le deuxième concile de Lyon. 
Kilwardby est le premier membre d'un ordre mendiant à atteindre une position élevée dans l'Église d'Angleterre. Parmi ses nombreux écrits, De ortu scientiarum, De tempore, De Universali, et quelques commentaires sur Aristote sont devenus très populaires parmi les étudiants. Il est également l'auteur d'un résumé des écrits des Pères de l'Église, par ordre alphabétique.
De tempore est traduit en anglais et publié par Alexander Broadie (en) sous le titre Time and Imagination, partie 2: Introduction and traduction (Oxford University Press, 1993  (ISBN 0-19-726121-3). La partie 1 est le texte original.) Une édition critique du De ortu scientiarum a été publiée par Albert G. Judy, O.P. (Toronto, The Pontifical Institute of Mediaeval Studies, 1976, LXI, 255 pages  (ISBN 0-88844-553-9)).

## Pensée
Ses points de vue théologique et philosophique sont résumés par David Knowles selon qui il est un « conservateur éclectique, tenant de la doctrine de tendances opposées … séminales et la doctrine aristotélicienne de l'unité de la forme des êtres, y compris l'homme ». Certaines sources affirment qu'il est l'auteur d'une Summa Philosophiae, une histoire et la description des écoles philosophiques alors en vigueur, mais le style d'écriture n'est pas similaire à ses autres œuvres, et Knowles, entre autres, ne croit pas qu'il ait été rédigé par Kilwardby. Il a été allégué qu'il était un adversaire de Thomas d'Aquin et en 1277, il interdit l'enseignement de trente thèses, dont certaines ont été pensées pour aborder l'enseignement de Thomas d'Aquin, mais des savants récents tels que Roland Hissette ont contesté cette interprétation .